# کاترین راسل
کاترین راسل (انگلیسی: Catherine Russell؛ زادهٔ ۱۷ آوریل ۱۹۶۵) بازیگر اهل بریتانیا است. وی از سال ۱۹۸۶ میلادی تاکنون مشغول فعالیت بوده‌است.
از فیلم‌ها یا مجموعه‌های تلویزیونی که وی در آن‌ها نقش داشته‌است، می‌توان به شهر هالبی، ماجراهای شرلوک هلمز، پوآرو، شاهد خاموش و پیت در برابر زندگی اشاره نمود.